# Avoudrey
Avoudrey é uma comuna francesa na região administrativa de Borgonha-Franco-Condado, no departamento de Doubs. Estende-se por uma área de 12,86 km². Em 2010 a comuna tinha 931 habitantes (densidade: 72,4 hab./km²).6 hab/km².